# Haiming (Bavière)
Pour les articles homonymes, voir Haiming.
Haiming est une commune de Bavière (Allemagne) de 2 491 habitants, située dans l'arrondissement d'Altötting.